# Hans Saxl

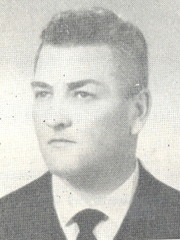
Johann Paul Saxl

Johann Paul „Hans“ Saxl (* 22. Jänner 1920 in Sterzing; † 4. Jänner 2008 in Sterzing) war ein italienischer Politiker aus Südtirol.
Saxl war beruflich als Gastwirt tätig. 1945 schloss er sich der soeben gegründeten Südtiroler Volkspartei (SVP) an. Von der amerikanischen Besatzungsmacht wurde er 1947 als kommissarischer Bürgermeister seiner Heimatstadt Sterzing eingesetzt, von 1952 bis 1963 war er gewählter Bürgermeister. Bei den Parlamentswahlen 1963 gelang es ihm, für die SVP im Wahlkreis Brixen ein Mandat im italienischen Senat zu erringen, das er bis 1968 wahrnahm.